# Adénome festonné traditionnel
 Mise en garde médicale
Le polype festonné traditionnel (ou) représentent moins de 1 % des adénomes colorectaux et peuvent siéger n'importe où dans le côlon. Ils se distinguent des adénomes conventionnels par l'aspect festonné de la partie moyenne et haute des glandes qui les constituent. La partie profonde présente des atypies cellulaires correspondant le plus souvent à des lésions de dysplasie de bas grade, beaucoup plus rarement de dysplasie de haut grade.
Les adénomes festonnés seraient diagnostiqués chez 1 à 7 % des sujets ayant une coloscopie et représenteraient, en fonction des séries, de 0,5 à 16 % des polypes biopsiés ou réséqués endoscopiquement. Les lésions sont habituellement découvertes fortuitement, plus souvent chez des hommes, à un âge moyen de 60-65 ans.
Les adénomes festonnés siègent, en fonction des séries, dans 55 à 80 % des cas au niveau du rectum et du côlon sigmoïde. Quelques adénomes festonnés traditionnels duodénaux, gastriques et appendiculaires ont été rapportés.

## Définition
Les adénomes festonnés sont définis comme des lésions saillantes ou planes ayant les caractéristiques architecturales de polypes hyperplasiques (composés de glandes festonnées), mais bordées par un épithélium dysplasique (similaire à celui bordant les adénomes tubuleux ou tubulo-villeux « classiques »). D’autres auteurs définissent les adénomes festonnés comme des lésions ayant les caractéristiques architecturales mais pas cytologiques des polypes hyperplasiques.

## Historique
Au début des années 1970, différents auteurs avaient rapporté des observations de polypes coliques présentant des caractéristiques morphologiques intermédiaires entre des polypes hyperplasiques et des adénomes tubuleux ou tubulo-villeux « classiques ». En 1984, Urbanski et al. introduisaient le terme de « 'polype mixte hyperplasique et adénomateux' » pour décrire ce type de lésion. En 1990, Longacre et Fenoglio-Preiser dénommèrent ces polypes "adénomes festonnés" ("serrated adenomas").

## Endoscopie
Les adénomes festonnés ont endoscopiquement l’aspect de lésions sessiles ou pédiculées, de teinte rosée ou blanchâtre, mesurant en moyenne de 6 à 12 mm de grand axe. En chromo-endoscopie, ils peuvent avoir le même aspect que des polypes hyperplasiques avec des cryptes rondes ou ovalaires régulières, mais avec parfois des aspects cérébriformes, l’association des deux aspects étant évocatrice du diagnostic d’adénome festonné traditionnel.

## Anatomie pathologique

### Microscopie
Les adénomes festonnés traditionnels ont une architecture festonnée intéressant les 2/3 supérieurs ou toute la hauteur des glandes. Ces glandes sont souvent étroites, disposées perpendiculairement à la musculaire muqueuse. Elles sont bordées de cellules cylindriques au cytoplasme éosinophile avec des noyaux augmentés de taille, nucléolés, parfois irréguliers. Les pseudostratifications nucléaires sont généralement peu marquées. Il existe un nombre variable de mitoses, prédominant souvent au tiers moyen ou supérieur des glandes.
Les adénomes festonnés traditionnels sont le siège de lésions de dysplasie de bas grade lorsque la pseudostratification et les atypies nucléaires sont peu marquées et des lésions de dysplasie de haut grade lorsque la pseudostratification nucléaire est plus importante et les atypies nucléaires notables avec des nucléoles proéminents.
Les critères morphologiques les plus reproductibles pour porter le diagnostic d’adénome festonné seraient l’architecture festonnée intéressant plus de 20 % des cryptes du polype et la dysplasie épithéliale. L’augmentation de l’activité mitotique des cellules de la partie supérieure des cryptes par rapport à la base, et le bourgeonnement épithélial de surface avec des protrusions cellulaires formant des pseudopapilles séparées par des indendations, permettent de conforter le diagnostic. Un autre critère morphologique est l’hyperéosinophilie cytoplasmique.

### Immunohistochimie
Comme pour les polypes hyperplasiques, les cellules mucosécrétantes de la partie superficielle des glandes des adénomes festonnés traditionnels sont marquées par l’anticorps anti-cytokératine 20 (CK20) et les cellules des cryptes et des glandes expriment la cytokératine 7 (CK7) (en). Comme dans les polypes hyperplasiques, les cellules mucosécrétantes des adénomes festonnés traditionnels expriment MUC2 et MUC5 mais pas MUC4. À la différence des polypes hyperplasiques, certains adénomes festonnés traditionnels expriment MUC1.
Les adénomes festonnés traditionnels présentent un marquage nucléaire avec l’anticorps Ki67 des cellules situées sur toute la hauteur des glandes. Dans certains adénomes festonnés traditionnels, il est noté une diminution de l’expression des protéines MLH1 et MSH2. Les adénomes festonnés avec des lésions de dysplasie épithéliale de haut grade présentent parfois un marquage nucléaire intense avec l’anticorps anti-protéine p53.

## Physiopathologie
Les adénomes festonnés traditionnels prennent place dans une voie spécifique de carcinogenèse colique, la voie des polypes festonnées.

## Pronostic
Les adénomes festonnés traditionnels présenteraient un risque de cancérisation encore difficile à évaluer. Leur prise en charge thérapeutique ne fait l’objet d’aucun consensus actuellement.

## Traitement
Pour les adénomes festonnés traditionnels de petite taille, l’exérèse par polypectomie ou mucosectomie est recommandée par certains auteurs. Elle doit être suivie d’une surveillance endoscopique similaire à celle proposée chez les malades ayant eu un diagnostic d’adénome tubuleux ou tubulo-villeux classique (en cas de  dysplasie épithéliale de bas grade, une coloscopie de contrôle à 5 ans puis à 10 ans, en cas de dysplasie épithéliale de haut grade une coloscopie de contrôle tous les ans pendant 3 à 5 ans puis tous les 5 ans).
Si l’adénome festonné traditionnel est de grande taille et ne peut être réséqué endoscopiquement, son exérèse chirurgicale doit être envisagée, surtout si la tumeur siège au niveau du côlon droit. Si l’exérèse chirurgicale n’est pas possible ou nécessite un geste majeur à type d’amputation abdomino-périnéale, une surveillance endoscopique rapprochée peut être proposée.